# قرمز روتنیم
قرمز روتنیم (انگلیسی: Ruthenium red) یا اُکسی‌کلرید روتنیم آمونیاک‌دار یک رنگ غیر معدنی است که در بافت‌شناسی برای رنگ‌آمیزی گلیکوزآمینوگلیکان تثبیت‌شده با آلدئید به‌کار می‌رود.
این ماده یک بازدارندهٔ قوی رهاسازی کلسیم درون‌سلولی توسط گیرنده‌های ریانوئید است. این مولکول همچنین یک مهارکنندهٔ TRPA1 است که در کاهش التهاب راه‌های هوایی در اثر افشانه فلفل کمک‌کننده است.